# Veb-skladište
Internet skladište ponakad poznato i kao DOM skladište (dokumentni objektni model) su internet aplikacije odnosno softverske metode i protokoli koji se koriste za skladištenje podataka u internet pretraživaču. Internet skladište podržava trajno skladište podataka, slično kao kolačići ali sa mnogo povećanim kapacitetom i bez informacija o skladištenju u HTTP traženom zaglavlju. Postoja dva glavna tipa internet skladištenja: lokalno skladištenje i sesiono skladištenje, koji se ponašaju kao uporni kolačići i sesioni kolačići .
Internet skladište je standardizovano od strane svetski rasprostranjenog konzitorijuma. On je u pocetku bio deo HTML 5 specifikacije, ali je sada u odvojenoj specifikaciji. Podržano je od strane Internet Explorer 8, Mozilla-osnovanim pretraživačima (e.g., Firefox 2+, zvanično od 3.5), Safari 4, Google Chrome 4 (sessionStorage od 5), i Opera 10.50. Ажурирано: 14. март 2011. Opera i IE9 podrzavaju skadišne mogućnosti.

## Karakteristike
Internet skladište moze da bude shvaćeno kao pojednostavljeni i unapredjeni kolačići. Ipak, ono se razlikuje od kolačića u nekim veoma bitnim segmentima.

### Veličina skladišta
Internet skladište omogućava mnogo veći kapacitet (5 MB za deo u Google Chrome, Mozilla Firefox, i Opera; 10 MB za skladišni deo Internet Explorer; 25MB za deo na BlackBerry 10 devices) u poredjenju sa 4 kB (oko 1000 puta manje mesta) dostupno na kolačićima.

### Klijentska strana interfejsa
Za razliku od kolačića, kojima se može pristupiti i sa serverskog i sa klijentskog servera, internet skladištu može da se pristupi samo sa klijentske strane kriptovanja.
Internet skladište svoje podatke ne prebacuje automatski na server pri svakom HTTP zahtevu, i internet server ne moye direktno da pise u internet skladište. Ipak, oba efekta mogu da se postignu ako se eksplicitno sa klijentske strane kriptovanja, dozvoli fino uskladjivanje željenih interakcija sa serverom.

### Lokalno i sesiono skladište
Internet skladište omogućava dve različite zone skladištenja- lokalno skladištenje i sesiono skladištenje- koje se razlikuju u opsegu i životnom veku.Podaci smešteni u lokalnom skladištu su po poreklu (kombinacija protokola, hostname-a, broja porta koji je definisan u istom poreklu polise) (podaci su dosupni svim kriptovima koji su učitani sa strane koja ima isto poreklo u kome su se ranije nalazili podaci) i traju do se pretraživač ne zatvori. Sesiono skladištenje je jedna strana jedan proyor i ima ograničen životni vek na vek tog prozora. Sesiono skladištenje dozvoljava odvojene instance iste internet aplikacije da se izvršavaju u različitim prozorima bez medjusobnog ometanja,koristi se u slučaju kad kolačići nisu podržani.

### Model podataka i interfejsa
Internet skladište trenutno omogućava bolje programabilni interfejs nego kolačići jer otkrivaju asocijativni niy modela podataka gde su ključevi i vrednosti stringovi. Dodatak API za pristup strukturnim podacima se razmatra od strane internet aplikacione grupe.

## Korišćenje
Pretraživač koji podržava internet skladište ima globalne promenljive'sessionStorage' i 'localStorage' deklariane na nivou prozora. Sledeći JavaScript kode moye da se koristi u ovim pretraživačima da aktiviraju ponašanje internet skladišta:

### sesionoSkladište
```
// Čuva vrednost na pretraživaču za vreme sesije

sessionStorage
.
setItem
(
'ključ'
,
 
'vrednost'
);

 

// Vraća vrednost(briše se kada se pretraživač zatvori ili ponovo otvori)

alert
(
sessionStorage
.
getItem
(
'ključ'
));

```

### lokalnoSkladište
```
// Čuva vrednost u pretraživaču izvan trajanja sesije

localStorage
.
setItem
(
'ključ'
,
 
'vrednost'
);

 

// Vraća vrednost(opstaje nakon zatvaranja i ponovnog otvaranja pretraživača)

alert
(
localStorage
.
getItem
(
'ključ'
));

```

### Pristup podacima za trenutno pretražen domen
Sledeći kod može da se koristi za preuzimanje svih vrednosti skladištenih u lokalnom skladištu za trenutno pretražen domen(domen za internet stranicu koji je pretražen).
Ovaj JavaScript kod može da se izvrši pomoću razvojnih alata dostupnih u većini modernih pretraživača kao što su IE Developer Toolbar, Chrome razvojni alati, Firebug produžetak u Firefox, ili Opera Dragonfly:
```
var
 
izlaz
 
=
 
"LOKALNOSKLADIŠTE:\n------------------------------------\n"
;

if
 
(
window
.
localStorage
)
 
{

    
if
 
(
localStorage
.
length
)
 
{

       
for
 
(
var
 
i
 
=
 
0
;
 
i
 
<
 
localStorage
.
length
;
 
i
++
)
 
{

           
izlaz
 
+=
 
localStorage
.
key
(
i
)
 
+
 
': '
 
+
 
localStorage
.
getItem
(
localStorage
.
key
(
i
))
 
+
 
'\n'
;

       
}

    
}
 
else
 
{

       
izlaz
 
+=
 
'Ne postoji sačuvani podatak za ovaj domen.'
;

    
}

}
 
else
 
{

     
izlaz
 
+=
 
'Tvoj pretraživač ne podržava lokalno skladište.'

}

console
.
log
(
izlaz
);

```

### Tipovi podataka
Samo stringovi mogu da budu skladišteni preko "Storage API". Pokušavajući da sačuvamo drugi tip podataka rezultiraće automatskom konverzijom u string u većini pretraživača. 
Konverzija u JSON (JavaScript Object Notation) dopušta efektivno skladištenje JavaScript objekata.
```
// Uskladišti objekat umesto stringa

localStorage
.
setItem
(
'key'
,
 
{
name
:
 
'value'
});

alert
(
typeof
 
localStorage
.
getItem
(
'key'
));
 
// string

 

// Uskladišti ceo broj umesto stringa 

localStorage
.
setItem
(
'key'
,
 
1
);

alert
(
typeof
 
localStorage
.
getItem
(
'key'
));
 
// string

 

// Uskladišti objekat koristeći JSON

localStorage
.
setItem
(
'key'
,
 
JSON
.
stringify
({
name
:
 
'value'
}));

alert
(
JSON
.
parse
(
localStorage
.
getItem
(
'key'
)).
name
);
 
// vrednost

```

## Nomenklatura
W3C crtež pod nazivom "Internet Skladište", ali "DOM skladište" je takodje često korišćeno ime.
"DOM" in DOM skladištu ne referiše direktno naDocument Object Model. Prema W3C, "term DOM je korišćen da referiše na "API set made" dostupan skriptama u Internet aplikacijama i ne podrazumena nužno postojanje stvarnog Dokumet objekta..."

## Menadžment Internet skladišta
Skladište internet skladišta objekata je dozvoljeno po "default" u Mozilla Firefox i SeaMonkey, ali može biti isključen sa podešavanjem ("about:config" parameter "dom.storage.enabled" to false).
Mozilla Firefox skladišti sve internet skadišne objekte u fajl webappsstore.sqlite. Komanda "sqlite3" može biti korišćena da nam pokaže uskladištene elemente.
Tu su i pretraživački "extensions/add-ons" za Google Chrome i Mozilla Firefox dostupni tako da dopuštaju korisniku da radi sa internet skladištem, kao što su "Click&Clean" i "BetterPrivacy" koji mogu biti podešavani da uklone celo internet skladište automatski na redovnoj osnovi.

## Spoljašnje veze
- W3C: Web Storage
- MSDN: Introduction to DOM Storage
- Mozilla Developer Center: DOM Storage
- Opera: Web Storage: easier, more powerful client-side data storage
- BB10: HTML5 WebWorks Api Reference